# Ерв (сир)
Ерв (фр. Herve) — м'який бельгійський сир, що вироблять з коров'ячого молока. Процес дозрівання відбувається в підвалах сільської місцевості Пеї де Ерв, які часто зроблені в крейдяних скелях.

## Історія
Ерв походить з однойменного бельгійського міста, яке входило до складу Лімбурзького герцогства. Сир відомий з XV століття.

## Виробництво
Інші види гострих і м'яких сирів «Лімбургер» на-сьогодні виробляють в багатьох країнах, використовуючи назву старовинного герцогства. До такого сири іноді додають трави. Ерв має блідо-жовту середину з глянцевим червоно-коричневою скоринкою, що утворена бактеріями, які ростуть під час його 3-місячного дозрівання. Смак і аромат сиру посилюється в період дозрівання. Молодий Ерв має солодкий смак, а з віком він стає пряним. Як правило, у продаж сир надходить у формі цеглини.

## Споживання
Ерв найкраще смакує з темними хлібом і пивом. Його часто називають одним з найпопулярніших сирів в Бельгії.